# Wudang Tai Chi Chuan
Wudang Tai Chi Chuan, eller Practical Tai Chi Chuan, är en stil av taijiquan. Stilen grundades av britten Dan Docherty, som i sin tur studerade för Cheng Tin-hung. 
Wudang Tai Chi Chuan består av flera aspekter:
- Handform (Dao Chuan), det vill säga de långsamma rörelser som de flesta förknippar med taiji.
- Vapenformer (Bing Qi) med sabel, svärd och spjut (Dao, Jian, Qiang).
- Pushing hands (Tui Shou), parövningar för att öva upp bland annat balans och koordination.
- Applikationer (San Shou), tekniker från handformen i självförsvarssyfte.
- Inre träning (Nei Kung), vilket bara lärs ut från mästare till elev.

I Sverige finns ett tiotal klubbar som lär ut Wudang Tai Chi Chuan, och en årlig Swedish Open-tävling arrangeras. Internationellt utövas stilen i ett femtontal länder, främst i Västeuropa.